# Steninge Lervarufabrik
Steninge Lervarufabrik var en svensk lervarufabrik verksam vid Steninge slott ca 1910–1984.
År 1932 grundades Steninge Keramikfabrik av Steninge slotts ägare Wolfgang Thomas och drevs av honom fram till 1937, då fabriken övertogs av Karl Birger Femling, som fortsatte tillverkningen fram till 1940 under namnet Sigtuna Keramik. Fabriken hade ett bredare sortiment av bruks- och prydnadskeramik.
Tillverkningen vid Steninge Keramikfabrik började som en småskalig tillverkning av blomkrukor vid handelsträdgården vid Steninge slott. Keramiktillverkningen växte efterhand och hade som mest ett 50-tal anställda. Under 1950-talet låg tillverkningen på omkring 4 miljoner blomkrukor om året. Fabriken hade filialer i Vretstorp 1949–1967 och i Viggbyholm. År 1967 köptes fabriken av Bofajans och 1974 av Uppsala Ekeby, som lade ned tillverkningen. Denna återupptogs 1975 av några anställda, som drev den vidare under namnet Steninge Keramik AB. 1984 lades tillverkningen ned, efter att 1982 sålts till BodaNova.
Bland konstnärer som varit verksamma vid Steninge märks Gudrun Slettengren-Fernholm (1934–1935), Allan Ebeling (1930-talet), Ingrid Abenius-Triller (1933–1934), Elsi Wahlquist (1934–1945), Greta Runeborg-Tell (1934–1935) och Ingrid Hallenborg (från 1936). Efter inköpet av Bobergs Fajansfabrik 1967–1974 var Paula von Freymann, Anette Krahner, Lisa Larson, Monica Backström, Signe Persson-Melin, Inga Lill Dahlquist (1967–1968) och Lena Andersson (1974–1975) verksamma där.
Steninge Lervarufabrik stod tom och övergiven från mitten av 1970 talet och blev mer och mer förfallen. Men år 2023 räddade en familj fabriken från rivning, när man renoverade byggnaden och startade upp en verksamhet med restaurang, café, och museum (som ska visa lervarufabrikens historia). Senast 2026 skulle 8 hotellrum på våning 3 vara klara enligt planen.